# CUE!のディスコグラフィ
CUE!のディスコグラフィでは、スマートフォン向けアプリケーションゲーム『CUE!』及び派生作品のCD作品について記述する。発売元はポニーキャニオン。
CDが初収録となる曲は太字表記する。

## AiRBLUE
『CUE!』から全16名のメインキャラクターによるユニット。

### Forever Friends
2019年11月27日に発売された1stシングル。AiRBLUEによるゲーム『CUE!』のテーマ曲2曲とインスト、および表題曲の各チーム別バージョンを収録。
収録曲
1. Forever Friends
歌：AiRBLUE[メンバー 1]
作詞・作曲：shilo、編曲：伊藤賢
  - ゲーム『CUE!』オープニングテーマ曲。
2. さよならレディーメイド
歌：AiRBLUE[メンバー 1]
作詞・作曲・編曲：奈須野新平（Rebrast）
  - ゲーム『CUE!』エンディングテーマ曲。
3. Forever Friends（Flower ver.）
歌：AiRBLUE Flower[メンバー 2]
4. Forever Friends（Bird ver.）
歌：AiRBLUE Bird[メンバー 3]
5. Forever Friends（Wind ver.）
歌：AiRBLUE Wind[メンバー 4]
6. Forever Friends（Moon ver.）
歌：AiRBLUE Moon[メンバー 5]
7. Forever Friends（Instrumental）
8. さよならレディーメイド（Instrumental）

### beautiful tomorrow
2020年3月25日に発売された2ndシングル。AiRBLUEによる楽曲2曲とインスト、および表題曲の各チーム別バージョンを収録。
収録曲
1. beautiful tomorrow
歌：AiRBLUE[メンバー 1]
作詞・作曲：伊藤賢、編曲：竹市佳伸・伊藤賢
  - ゲーム『CUE!』追加メインストーリー『Season1.1 beautiful tomorrow』テーマ曲。
2. 私たちはまだその春を知らない
歌：AiRBLUE[メンバー 1]
作詞：shilo、作曲・編曲：石濱翔（MONACA）
3. beautiful tomorrow（Flower ver.）
歌：AiRBLUE Flower[メンバー 2]
4. beautiful tomorrow（Bird ver.）
歌：AiRBLUE Bird[メンバー 3]
5. beautiful tomorrow（Wind ver.）
歌：AiRBLUE Wind[メンバー 4]
6. beautiful tomorrow（Moon ver.）
歌：AiRBLUE Moon[メンバー 5]
7. beautiful tomorrow（Instrumental）
8. 私たちはまだその春を知らない（Instrumental）

### Colorful／カレイドスコープ
2020年8月26日に発売された3rdシングル。AiRBLUEによる楽曲2曲とインスト、および表題曲の各チーム別バージョンを収録。
収録曲
1. Colorful
歌：AiRBLUE[メンバー 1]
作詞・作曲・編曲：渡辺拓也
2. カレイドスコープ
歌：AiRBLUE[メンバー 1]
作詞・作曲：shilo、編曲：伊藤賢
  - ゲーム『CUE!』追加メインストーリー『Season1.2 カレイドスコープ』テーマ曲。
3. Colorful（Flower ver.）
歌：AiRBLUE Flower[メンバー 2]
4. Colorful（Bird ver.）
歌：AiRBLUE Bird[メンバー 3]
5. Colorful（Wind ver.）
歌：AiRBLUE Wind[メンバー 4]
6. Colorful（Moon ver.）
歌：AiRBLUE Moon[メンバー 5]
7. Colorful（Instrumental）
8. カレイドスコープ（Instrumental）

### 最高の魔法
2021年1月6日に発売された4thシングル。AiRBLUEによる楽曲2曲とインスト、および表題曲の各チーム別バージョンを収録。
収録曲
1. 最高の魔法
歌：AiRBLUE[メンバー 1]
作詞・作曲：水野良樹、編曲：近藤隆史・田中ユウスケ
  - ゲーム『CUE!』追加メインストーリー『Season1.3 最高の魔法』テーマ曲。
2. 白い沿線
歌：AiRBLUE[メンバー 1]
作詞・作曲：渡辺翔、編曲：倉内達矢
3. 最高の魔法（Flower ver.）
歌：AiRBLUE Flower[メンバー 2]
4. 最高の魔法（Bird ver.）
歌：AiRBLUE Bird[メンバー 3]
5. 最高の魔法（Wind ver.）
歌：AiRBLUE Wind[メンバー 4]
6. 最高の魔法（Moon ver.）
歌：AiRBLUE Moon[メンバー 5]
7. 最高の魔法（Instrumental）
8. 白い沿線（Instrumental）

### Talk about everything
2021年4月21日に発売された1stアルバム。AiRBLUEによる既存の6曲と本アルバムで初出の6曲を収録。
収録曲
歌：AiRBLUE
1. さよならレディーメイド
作詞・作曲・編曲：奈須野新平（Rebrast）
  - ゲーム『CUE!』エンディングテーマ曲。1stシングルのカップリング曲。
2. beautiful tomorrow
作詞・作曲：伊藤賢、編曲：竹市佳伸・伊藤賢
  - ゲーム『CUE!』追加メインストーリー『Season1.1 beautiful tomorrow』テーマ曲。2ndシングルの表題曲。
3. CUTE♡CUTE♡CUTE♡
作詞・作曲・編曲：PandaBoY
  - チーム別バージョンはチームシングル05～08（各チーム2ndシングル）にて収録されたが、AiRBLUE全員バージョンはこれが初出となる。
4. ミライキャンバス
作詞：shilo、作曲・編曲：石濱翔（MONACA）
  - 今作のリード曲。
5. Colorful
作詞・作曲・編曲：渡辺拓也
  - 3rdシングルの表題曲。
6. our song
作詞：ヒゲドライバー、作曲・編曲：ゆよゆっぺ
  - チーム別バージョンはチームシングル01～04（各チーム1stシングル）にて収録されたが、AiRBLUE全員バージョンはこれが初出となる。
7. Radio is a Friend!
作詞・作曲・編曲：ヒゲドライバー
8. マイサスティナー
作詞・作曲：奈須野新平、編曲：奈須野新平・原田樹季（7M）
9. 最高の魔法
作詞・作曲：水野良樹、編曲：近藤隆史・田中ユウスケ
  - ゲーム『CUE!』追加メインストーリー『Season1.3 最高の魔法』テーマ曲。4thシングルの表題曲。
10. 雫の結晶
作詞・作曲：ZAQ、編曲：松田彬人
11. カレイドスコープ
作詞・作曲：shilo、編曲：伊藤賢
  - ゲーム『CUE!』追加メインストーリー『Season1.2 カレイドスコープ』テーマ曲。3rdシングルのカップリング曲。
12. Forever Friends
作詞・作曲：shilo、編曲：伊藤賢
  - ゲーム『CUE!』オープニングテーマ曲。1stシングルの表題曲。

### スタートライン／はじまりの鐘の音が鳴り響く空
2022年1月26日に発売されたAiRBLUEの5thシングルでTVアニメ『CUE!』1クール目のテーマ曲2曲と新曲1曲、およびインストと表題曲の各チーム別バージョンを収録。
収録曲
1. スタートライン
歌：AiRBLUE[メンバー 1]
作詞・作曲：shilo、編曲：宝野聡史
  - TVアニメ『CUE!』1クール目オープニングテーマ曲。
2. はじまりの鐘の音が鳴り響く空
歌：AiRBLUE[メンバー 1]
作詞・作曲・編曲：伊藤賢
  - TVアニメ『CUE!』1クール目エンディングテーマ曲。
3. 空合ぼくらは追った
歌：AiRBLUE[メンバー 1]
作詞・作曲：渡辺翔、編曲：白戸佑輔（Dream Monster）
4. スタートライン（Flower ver.）
歌：AiRBLUE Flower[メンバー 2]
5. スタートライン（Bird ver.）
歌：AiRBLUE Bird[メンバー 3]
6. スタートライン（Wind ver.）
歌：AiRBLUE Wind[メンバー 4]
7. スタートライン（Moon ver.）
歌：AiRBLUE Moon[メンバー 5]
8. はじまりの鐘の音が鳴り響く空（Flower ver.）
歌：AiRBLUE Flower[メンバー 2]
9. はじまりの鐘の音が鳴り響く空（Bird ver.）
歌：AiRBLUE Bird[メンバー 3]
10. はじまりの鐘の音が鳴り響く空（Wind ver.）
歌：AiRBLUE Wind[メンバー 4]
11. はじまりの鐘の音が鳴り響く空（Moon ver.）
歌：AiRBLUE Moon[メンバー 5]
12. スタートライン（Instrumental）
13. はじまりの鐘の音が鳴り響く空（Instrumental）
14. 空合ぼくらは追った（Instrumental）

### Tomorrow's Diary／ゆめだより
2022年5月18日発売。AiRBLUEによるTVアニメ『CUE!』2クール目のテーマ曲2曲と新曲1曲、およびインストと表題曲の各チーム別バージョンを収録。
「Windソロコレクション vol.1」を共通特典として、「Flowerソロコレクション vol.2」をきゃにめの特典として封入されたTVアニメ「CUE!」Blu-ray第3巻と同日発売。
収録曲
1. Tomorrow's Diary
歌：AiRBLUE[メンバー 1]
作詞：shilo、作曲・編曲：石濱翔（MONACA）
  - TVアニメ『CUE!』2クール目オープニングテーマ曲。
2. ゆめだより
歌：AiRBLUE[メンバー 1]
作詞・作曲：渡辺翔、編曲：湯浅篤
  - TVアニメ『CUE!』2クール目エンディングテーマ曲。
3. Road to Forever
歌：AiRBLUE[メンバー 1]
作詞・作曲・編曲：ヒゲドライバー
4. Tomorrow's Diary（Flower ver.）
歌：AiRBLUE Flower[メンバー 2]
5. Tomorrow's Diary（Bird ver.）
歌：AiRBLUE Bird[メンバー 3]
6. Tomorrow's Diary（Wind ver.）
歌：AiRBLUE Wind[メンバー 4]
7. Tomorrow's Diary（Moon ver.）
歌：AiRBLUE Moon[メンバー 5]
8. ゆめだより（Flower ver.）
歌：AiRBLUE Flower[メンバー 2]
9. ゆめだより（Bird ver.）
歌：AiRBLUE Bird[メンバー 3]
10. ゆめだより（Wind ver.）
歌：AiRBLUE Wind[メンバー 4]
11. ゆめだより（Moon ver.）
歌：AiRBLUE Moon[メンバー 5]
12. Tomorrow's Diary（Instrumental）
13. ゆめだより（Instrumental）
14. Road to Forever（Instrumental）

### 特典など（AiRBLUE）

#### See you everyday
コミックマーケット96にて発売された限定ミニアルバム。ゲーム『CUE!』のオープニングテーマ曲と各チームのテーマ曲を収録。
1stシングル「Forever Friends」およびチームシングル01～04（各チーム1stシングル）にて、（完全に同一音源かは分からないものの、）それぞれ再収録された。
収録曲
1. Forever Friends
歌：all cast[メンバー 6]
作詞・作曲：shilo、編曲：伊藤賢
  - ゲーム『CUE!』オープニングテーマ曲。
2. One More Step!
歌：Flower[メンバー 7]
作詞・作曲・編曲：ヒゲドライバー
  - チーム『Flower』テーマ曲。
3. ドリ☆アピ
歌：Bird[メンバー 8]
作詞：中村彼方、作曲・編曲：石濱翔（MONACA）
  - チーム『Bird』テーマ曲。
4. Steppin' Girl
歌：Wind[メンバー 9]
作詞・作曲・編曲：PandaBoY
  - チーム『Wind』テーマ曲。
5. ヒカリニ染マル未来
歌：Moon[メンバー 10]
作詞：中村彼方、作曲：高橋諒、編曲：伊藤賢
  - チーム『Moon』テーマ曲。

#### Forever Friends ソロバージョンCD
2022年3月16日発売。TVアニメ「CUE!」Blu-ray第1巻にきゃにめ特典として封入。
「Flowerソロコレクション vol.1」も共通特典として前述のBlu-rayに封入された。
AiRBLUEのメンバーによる1stシングルの表題曲のソロバージョンを収録。
収録曲
1. Forever Friends 陽菜ソロver.
歌：六石陽菜（内山悠里菜）
2. Forever Friends 舞花ソロver.
歌：鷹取舞花（稗田寧々）
3. Forever Friends 志穂ソロver.
歌：鹿野志穂（守屋亨香）
4. Forever Friends ほのかソロver.
歌：月居ほのか（緒方佑奈）
5. Forever Friends 悠希ソロver.
歌：天童悠希（鷹村彩花）
6. Forever Friends 千紗ソロver.
歌：赤川千紗（宮原颯希）
7. Forever Friends あいりソロver.
歌：恵庭あいり（飯塚麻結）
8. Forever Friends 柚葉ソロver.
歌：九条柚葉（村上まなつ）
9. Forever Friends 美晴ソロver.
歌：夜峰美晴（安齋由香里）
10. Forever Friends 絢ソロver.
歌：神室絢（松田彩希）
11. Forever Friends まほろソロver.
歌：宮路まほろ（山口愛）
12. Forever Friends 莉子ソロver.
歌：日名倉莉子（鶴野有紗）
13. Forever Friends 利恵ソロver.
歌：丸山利恵（立花日菜）
14. Forever Friends 聡里ソロver.
歌：宇津木聡里（小峯愛未）
15. Forever Friends 凛音ソロver.
歌：明神凛音（佐藤舞）
16. Forever Friends 鳴ソロver.
歌：遠見鳴（土屋李央）

#### さよならレディーメイド ソロバージョンCD
2022年4月20日発売。TVアニメ「CUE!」Blu-ray第2巻にきゃにめ特典として封入。
「Birdソロコレクション vol.1」も共通特典として前述のBlu-rayに封入された。
AiRBLUEのメンバーによる1stシングルのカップリング曲のソロバージョンを収録。
収録曲
1. さよならレディーメイド 陽菜ソロver.
歌：六石陽菜（内山悠里菜）
2. さよならレディーメイド 舞花ソロver.
歌：鷹取舞花（稗田寧々）
3. さよならレディーメイド 志穂ソロver.
歌：鹿野志穂（守屋亨香）
4. さよならレディーメイド ほのかソロver.
歌：月居ほのか（緒方佑奈）
5. さよならレディーメイド 悠希ソロver.
歌：天童悠希（鷹村彩花）
6. さよならレディーメイド 千紗ソロver.
歌：赤川千紗（宮原颯希）
7. さよならレディーメイド あいりソロver.
歌：恵庭あいり（飯塚麻結）
8. さよならレディーメイド 柚葉ソロver.
歌：九条柚葉（村上まなつ）
9. さよならレディーメイド 美晴ソロver.
歌：夜峰美晴（安齋由香里）
10. さよならレディーメイド 絢ソロver.
歌：神室絢（松田彩希）
11. さよならレディーメイド まほろソロver.
歌：宮路まほろ（山口愛）
12. さよならレディーメイド 莉子ソロver.
歌：日名倉莉子（鶴野有紗）
13. さよならレディーメイド 利恵ソロver.
歌：丸山利恵（立花日菜）
14. さよならレディーメイド 聡里ソロver.
歌：宇津木聡里（小峯愛未）
15. さよならレディーメイド 凛音ソロver.
歌：明神凛音（佐藤舞）
16. さよならレディーメイド 鳴ソロver.
歌：遠見鳴（土屋李央）

#### Project Vogel & Himmel Special CD（＋おまけ）
2022年7月20日発売。TVアニメ「CUE!」Blu-ray第5巻に共通特典として封入。
「Windソロコレクション vol.2」もきゃにめ特典として前述のBlu-rayに封入された。
TVアニメ『CUE!』の挿入歌全7曲とそのインストを収録。
収録曲
1. We Can Fly!!!!
歌：Chun×4[メンバー 8]
作詞・作曲・編曲：ヒゲドライバー
  - 第9話・11話・22話挿入歌。
2. LUNΛ Labyrinth
歌：LUNΛ ω rabbits[メンバー 10]
作詞：中村彼方、作曲・編曲：原田篤（Arte Refact）
  - 第18話・22話挿入歌。
3. Whispers' Hope
歌：Harmonia[メンバー 9]
作詞：真崎エリカ、作曲・編曲：木村孝明（KEYTONE）
  - 第22話挿入歌。
4. HARU・NARU
歌：Meguli-華[メンバー 7]
作詞：中村彼方、作曲・編曲：黒川陽介
  - 第22話挿入歌。
5. イロドリハート
歌：Chun×4[メンバー 8]
作詞：真崎エリカ、作曲・編曲：矢鴇つかさ（Arte Refact）
  - 第18話挿入歌。
6. おつきさま
歌：凛音お姉さん（佐藤舞）と子供たち
作詞：浦畑達彦、作曲・編曲：三谷秀甫
  - 第7話挿入歌。
7. The Voice
歌：夜峰美晴（安齋由香里）
作詞：shilo、作曲・編曲：中西亮輔
  - 第20話挿入歌。
8. We Can Fly!!!!（Instrumental）
9. LUNΛ Labyrinth（Instrumental）
10. Whispers' Hope（Instrumental）
11. HARU・NARU（Instrumental）
12. イロドリハート（Instrumental）
13. おつきさま（Instrumental）
14. The Voice Piano ver.

#### 花鳥風月
きゃにめと、作品イベント CUE! 4th Party「Forever Friends」 の会場にて発売された限定ミニアルバム。ゲーム『CUE!』の未発表楽曲4曲とインスト、および各チームのリーダーによる「Forever Friends」を収録。
収録曲
1. キセキなSummer！
歌：AiRBLUE Wind[メンバー 4]
作詞・作曲：RIRIKO、編曲：RIRIKO・中土智博
  - 作中作『あしバシッ！』主題歌。
2. Land"e"scape
歌：AiRBLUE Bird[メンバー 3]
作詞：岩田アッチュ、作曲・編曲：nagomu tamaki・伊藤孝氣
  - 作中作『空繰戯曲グレイゼファー』主題歌。
3. Beast Blood Blend
歌：AiRBLUE Moon[メンバー 5]
作詞：山本メーコ、作曲・編曲：彦田元気
  - 作中作『Beast Blood Blend』主題歌。
4. 純情革命
歌：AiRBLUE Flower[メンバー 2]
作詞：稲葉エミ、作曲・編曲：eba
  - 作中作『教導支配』主題歌。
5. Forever Friends (Leaders ver.)
歌：AiRBLUE Leaders[メンバー 11]
作詞・作曲：shilo、編曲：伊藤賢
6. キセキなSummer！（Instrumental）
7. Land"e"scape（Instrumental）
8. Beast Blood Blend（Instrumental）
9. 純情革命（Instrumental）

## Flower
『CUE!』から六石陽菜・鷹取舞花・鹿野志穂・月居ほのかの4名によるユニット。

### Knocking on My Dream!!
2020年1月22日に発売された1stシングル。AiRBLUE Flowerによる楽曲2曲とインスト、および各チーム1stシングルの共通新曲を収録。
AiRBLUE Birdの1stシングルと同日発売。
収録曲
歌：AiRBLUE Flower
1. Knocking on My Dream!!
作詞：モリタコータ、作曲・編曲：小川裕司・石倉誉之
  - 作中作『魔法少女協会マジック◇ワークス』主題歌。
2. One More Step!
作詞・作曲・編曲：ヒゲドライバー
  - チーム『Flower』テーマ曲。
3. our song（Flower ver.）
作詞：ヒゲドライバー、作曲・編曲：ゆよゆっぺ
4. Knocking on My Dream!!（Instrumental）
5. One More Step!（Instrumental）

### Red or Blue？
2020年9月16日に発売された2ndシングル。AiRBLUE Flowerによる楽曲2曲とインスト、および各チーム2ndシングルの共通新曲を収録。
AiRBLUE Bird、AiRBLUE Wind、AiRBLUE Moonの2ndシングルと同日発売。
収録曲
歌：AiRBLUE Flower
1. Red or Blue？
作詞：ENA☆、作曲・編曲：倉内達矢
  - 作中作『まお国』主題歌。
2. Field of Flowers
作詞：shilo、作曲・編曲：黒須克彦
3. CUTE♡CUTE♡CUTE♡（Flower ver.）
作詞・作曲・編曲：PandaBoY
4. Red or Blue？（Instrumental）
5. Field of Flowers（Instrumental）

### Flowerソロコレクション vol.1
2022年3月16日に発売されたのTVアニメ「CUE!」Blu-ray第1巻に共通特典として封入。
「Forever Friends ソロバージョンCD」もきゃにめ特典として前述のBlu-rayに封入された。
AiRBLUE FlowerのメンバーによるAiRBLUE 2ndシングル、3rdシングル、4thシングルの表題曲と1stアルバムのリード曲のソロバージョンを収録。
収録曲
1. beautiful tomorrow 陽菜ソロver.
歌：六石陽菜（内山悠里菜）
2. beautiful tomorrow 舞花ソロver.
歌：鷹取舞花（稗田寧々）
3. beautiful tomorrow 志穂ソロver.
歌：鹿野志穂（守屋亨香）
4. beautiful tomorrow ほのかソロver.
歌：月居ほのか（緒方佑奈）
5. Colorful 陽菜ソロver.
歌：六石陽菜（内山悠里菜）
6. Colorful 舞花ソロver.
歌：鷹取舞花（稗田寧々）
7. Colorful 志穂ソロver.
歌：鹿野志穂（守屋亨香）
8. Colorful ほのかソロver.
歌：月居ほのか（緒方佑奈）
9. 最高の魔法 陽菜ソロver.
歌：六石陽菜（内山悠里菜）
10. 最高の魔法 舞花ソロver.
歌：鷹取舞花（稗田寧々）
11. 最高の魔法 志穂ソロver.
歌：鹿野志穂（守屋亨香）
12. 最高の魔法 ほのかソロver.
歌：月居ほのか（緒方佑奈）
13. ミライキャンバス 陽菜ソロver.
歌：六石陽菜（内山悠里菜）
14. ミライキャンバス 舞花ソロver.
歌：鷹取舞花（稗田寧々）
15. ミライキャンバス 志穂ソロver.
歌：鹿野志穂（守屋亨香）
16. ミライキャンバス ほのかソロver.
歌：月居ほのか（緒方佑奈）

### Flowerソロコレクション vol.2
2022年5月18日に発売されたのTVアニメ「CUE!」Blu-ray第3巻にきゃにめ特典として封入。
「Windソロコレクション vol.1」も共通特典として前述のBlu-rayに封入。TVアニメ『CUE!』2クール目のテーマ曲シングル「Tomorrow's Diary／ゆめだより」と同日発売。
AiRBLUE FlowerのメンバーによるTVアニメ『CUE!』のテーマ曲4曲のソロバージョンを収録。
収録曲
1. スタートライン 陽菜ソロver.
歌：六石陽菜（内山悠里菜）
2. スタートライン 舞花ソロver.
歌：鷹取舞花（稗田寧々）
3. スタートライン 志穂ソロver.
歌：鹿野志穂（守屋亨香）
4. スタートライン ほのかソロver.
歌：月居ほのか（緒方佑奈）
5. はじまりの鐘の音が鳴り響く空 陽菜ソロver.
歌：六石陽菜（内山悠里菜）
6. はじまりの鐘の音が鳴り響く空 舞花ソロver.
歌：鷹取舞花（稗田寧々）
7. はじまりの鐘の音が鳴り響く空 志穂ソロver.
歌：鹿野志穂（守屋亨香）
8. はじまりの鐘の音が鳴り響く空 ほのかソロver.
歌：月居ほのか（緒方佑奈）
9. Tomorrow's Diary 陽菜ソロver.
歌：六石陽菜（内山悠里菜）
10. Tomorrow's Diary 舞花ソロver.
歌：鷹取舞花（稗田寧々）
11. Tomorrow's Diary 志穂ソロver.
歌：鹿野志穂（守屋亨香）
12. Tomorrow's Diary ほのかソロver.
歌：月居ほのか（緒方佑奈）
13. ゆめだより 陽菜ソロver.
歌：六石陽菜（内山悠里菜）
14. ゆめだより 舞花ソロver.
歌：鷹取舞花（稗田寧々）
15. ゆめだより 志穂ソロver.
歌：鹿野志穂（守屋亨香）
16. ゆめだより ほのかソロver.
歌：月居ほのか（緒方佑奈）

## Bird
『CUE!』から天童悠希・赤川千紗・恵庭あいり・九条柚葉の4名によるユニット。

### にこにこワクワク 最高潮！
2020年1月22日に発売された1stシングル。AiRBLUE Birdによる楽曲2曲とインスト、および各チーム1stシングルの共通新曲を収録。
AiRBLUE Flowerの1stシングルと同日発売。
収録曲
歌：AiRBLUE Bird
1. にこにこワクワク 最高潮！
作詞：Funta3、作曲・編曲：Funta7
  - 作中作『ふぇありん∞ふぇありん』主題歌。
2. ドリ☆アピ
作詞：中村彼方、作曲・編曲：石濱翔（MONACA）
  - チーム『Bird』テーマ曲。
3. our song（Bird ver.）
4. にこにこワクワク 最高潮！（Instrumental）
5. ドリ☆アピ（Instrumental）

### Override!
2020年9月16日に発売された2ndシングル。AiRBLUE Birdによる楽曲2曲とインスト、および各チーム2ndシングルの共通新曲を収録。
AiRBLUE Flower、AiRBLUE Wind、AiRBLUE Moonの2ndシングルと同日発売。
収録曲
歌：AiRBLUE Bird
1. Override!
作詞・作曲・編曲：佐高陵平
  - 作中作『オーバーライド・レジェンダリ』主題歌。
2. ハミングバード
作詞・作曲・編曲：NOVECHIKA・TETTA
3. CUTE♡CUTE♡CUTE♡（Bird ver.）
4. Override!（Instrumental）
5. ハミングバード（Instrumental）

### Birdソロコレクション vol.1
2022年4月20日に発売されたのTVアニメ「CUE!」Blu-ray第2巻に共通特典として封入。
「さよならレディーメイド ソロバージョンCD」もきゃにめ特典として前述のBlu-rayに封入された。
AiRBLUE BirdのメンバーによるAiRBLUE 2ndシングル、3rdシングル、4thシングルの表題曲と1stアルバムのリード曲のソロバージョンを収録。
収録曲
1. beautiful tomorrow 悠希ソロver.
歌：天童悠希（鷹村彩花）
2. beautiful tomorrow 千紗ソロver.
歌：赤川千紗（宮原颯希）
3. beautiful tomorrow あいりソロver.
歌：恵庭あいり（飯塚麻結）
4. beautiful tomorrow 柚葉ソロver.
歌：九条柚葉（村上まなつ）
5. Colorful 悠希ソロver.
歌：天童悠希（鷹村彩花）
6. Colorful 千紗ソロver.
歌：赤川千紗（宮原颯希）
7. Colorful あいりソロver.
歌：恵庭あいり（飯塚麻結）
8. Colorful 柚葉ソロver.
歌：九条柚葉（村上まなつ）
9. 最高の魔法 悠希ソロver.
歌：天童悠希（鷹村彩花）
10. 最高の魔法 千紗ソロver.
歌：赤川千紗（宮原颯希）
11. 最高の魔法 あいりソロver.
歌：恵庭あいり（飯塚麻結）
12. 最高の魔法 柚葉ソロver.
歌：九条柚葉（村上まなつ）
13. ミライキャンバス 悠希ソロver.
歌：天童悠希（鷹村彩花）
14. ミライキャンバス 千紗ソロver.
歌：赤川千紗（宮原颯希）
15. ミライキャンバス あいりソロver.
歌：恵庭あいり（飯塚麻結）
16. ミライキャンバス 柚葉ソロver.
歌：九条柚葉（村上まなつ）

### Birdソロコレクション vol.2
2022年6月15日発売のTVアニメ「CUE!」Blu-ray第4巻にきゃにめ特典として封入。
「Moonソロコレクション vol.1」も共通特典として前述のBlu-rayに封入。
AiRBLUE BirdのメンバーによるTVアニメ『CUE!』のテーマ曲4曲のソロバージョンを収録。
収録曲
1. スタートライン 悠希ソロver.
歌：天童悠希（鷹村彩花）
2. スタートライン 千紗ソロver.
歌：赤川千紗（宮原颯希）
3. スタートライン あいりソロver.
歌：恵庭あいり（飯塚麻結）
4. スタートライン 柚葉ソロver.
歌：九条柚葉（村上まなつ）
5. はじまりの鐘の音が鳴り響く空 悠希ソロver.
歌：天童悠希（鷹村彩花）
6. はじまりの鐘の音が鳴り響く空 千紗ソロver.
歌：赤川千紗（宮原颯希）
7. はじまりの鐘の音が鳴り響く空 あいりソロver.
歌：恵庭あいり（飯塚麻結）
8. はじまりの鐘の音が鳴り響く空 柚葉ソロver.
歌：九条柚葉（村上まなつ）
9. Tomorrow's Diary 悠希ソロver.
歌：天童悠希（鷹村彩花）
10. Tomorrow's Diary 千紗ソロver.
歌：赤川千紗（宮原颯希）
11. Tomorrow's Diary あいりソロver.
歌：恵庭あいり（飯塚麻結）
12. Tomorrow's Diary 柚葉ソロver.
歌：九条柚葉（村上まなつ）
13. ゆめだより 悠希ソロver.
歌：天童悠希（鷹村彩花）
14. ゆめだより 千紗ソロver.
歌：赤川千紗（宮原颯希）
15. ゆめだより あいりソロver.
歌：恵庭あいり（飯塚麻結）
16. ゆめだより 柚葉ソロver.
歌：九条柚葉（村上まなつ）

## Wind
『CUE!』から夜峰美晴・神室絢・宮路まほろ・日名倉莉子の4名によるユニット。

### Good meal, Good life
2020年2月12日に発売された1stシングル。AiRBLUE Windによる楽曲2曲とインスト、および各チーム1stシングルの共通新曲を収録。
AiRBLUE Moonの1stシングルと同日発売。
収録曲
歌：AiRBLUE Wind
1. Good meal, Good life
作詞・作曲・編曲：毛蟹（LIVELAB.）
  - 作中作『こんにちは いただきます』主題歌。
2. Steppin' Girl
作詞・作曲・編曲：PandaBoY
  - チーム『Wind』テーマ曲。
3. our song（Wind ver.）
4. Good meal, Good life（Instrumental）
5. Steppin' Girl（Instrumental）

### NAZO-NAZE Jumping!
2020年9月16日に発売された2ndシングル。AiRBLUE Windによる楽曲2曲とインスト、および各チーム2ndシングルの共通新曲を収録。
AiRBLUE Flower、AiRBLUE Bird、AiRBLUE Moonの2ndシングルと同日発売。
収録曲
歌：AiRBLUE Wind
1. NAZO-NAZE Jumping!
作詞：畑亜貴、作曲：田代智一、編曲：伊藤翼
  - 作中作『トッケン』主題歌。
2. ぐっばいおぶじぇくしょん
作詞：針原翼・セツコ、作曲：針原翼、編曲：棚橋EDDYテルアキ
3. CUTE♡CUTE♡CUTE♡（Wind ver.）
4. NAZO-NAZE Jumping!（Instrumental）
5. ぐっばいおぶじぇくしょん（Instrumental）

### Windソロコレクション vol.1
2022年5月18日に発売されたのTVアニメ「CUE!」Blu-ray第3巻に共通特典として封入。
「Flowerソロコレクション vol.2」もきゃにめ特典として前述のBlu-rayに封入。TVアニメ『CUE!』2クール目のテーマ曲シングル「Tomorrow's Diary／ゆめだより」と同日発売。
AiRBLUE WindのメンバーによるAiRBLUE 2ndシングル、3rdシングル、4thシングルの表題曲と1stアルバムのリード曲のソロバージョンを収録。
収録曲
1. beautiful tomorrow 美晴ソロver.
歌：夜峰美晴（安齋由香里）
2. beautiful tomorrow 絢ソロver.
歌：神室絢（松田彩希）
3. beautiful tomorrow まほろソロver.
歌：宮路まほろ（山口愛）
4. beautiful tomorrow 莉子ソロver.
歌：日名倉莉子（鶴野有紗）
5. Colorful 美晴ソロver.
歌：夜峰美晴（安齋由香里）
6. Colorful 絢ソロver.
歌：神室絢（松田彩希）
7. Colorful まほろソロver.
歌：宮路まほろ（山口愛）
8. Colorful 莉子ソロver.
歌：日名倉莉子（鶴野有紗）
9. 最高の魔法 美晴ソロver.
歌：夜峰美晴（安齋由香里）
10. 最高の魔法 絢ソロver.
歌：神室絢（松田彩希）
11. 最高の魔法 まほろソロver.
歌：宮路まほろ（山口愛）
12. 最高の魔法 莉子ソロver.
歌：日名倉莉子（鶴野有紗）
13. ミライキャンバス 美晴ソロver.
歌：夜峰美晴（安齋由香里）
14. ミライキャンバス 絢ソロver.
歌：神室絢（松田彩希）
15. ミライキャンバス まほろソロver.
歌：宮路まほろ（山口愛）
16. ミライキャンバス 莉子ソロver.
歌：日名倉莉子（鶴野有紗）

### Windソロコレクション vol.2
2022年7月20日発売のTVアニメ「CUE!」Blu-ray第5巻にきゃにめ特典として封入。
AiRBLUE WindのメンバーによるTVアニメ『CUE!』のテーマ曲4曲のソロバージョンを収録。
収録曲
1. スタートライン 美晴ソロver.
歌：夜峰美晴（安齋由香里）
2. スタートライン 絢ソロver.
歌：神室絢（松田彩希）
3. スタートライン まほろソロver.
歌：宮路まほろ（山口愛）
4. スタートライン 莉子ソロver.
歌：日名倉莉子（鶴野有紗）
5. はじまりの鐘の音が鳴り響く空 美晴ソロver.
歌：夜峰美晴（安齋由香里）
6. はじまりの鐘の音が鳴り響く空 絢ソロver.
歌：神室絢（松田彩希）
7. はじまりの鐘の音が鳴り響く空 まほろソロver.
歌：宮路まほろ（山口愛）
8. はじまりの鐘の音が鳴り響く空 莉子ソロver.
歌：日名倉莉子（鶴野有紗）
9. Tomorrow's Diary 美晴ソロver.
歌：夜峰美晴（安齋由香里）
10. Tomorrow's Diary 絢ソロver.
歌：神室絢（松田彩希）
11. Tomorrow's Diary まほろソロver.
歌：宮路まほろ（山口愛）
12. Tomorrow's Diary 莉子ソロver.
歌：日名倉莉子（鶴野有紗）
13. ゆめだより 美晴ソロver.
歌：夜峰美晴（安齋由香里）
14. ゆめだより 絢ソロver.
歌：神室絢（松田彩希）
15. ゆめだより まほろソロver.
歌：宮路まほろ（山口愛）
16. ゆめだより 莉子ソロver.
歌：日名倉莉子（鶴野有紗）

## Moon
『CUE!』から丸山利恵・宇津木聡里・明神凛音・遠見鳴の4名によるユニット。

### MiRAGE! MiRAGE!!
2020年2月12日に発売された1stシングル。AiRBLUE Moonによる楽曲2曲とインスト、および各チーム1stシングルの共通新曲を収録。
AiRBLUE Windの1stシングルと同日発売。
収録曲
歌：AiRBLUE Moon
1. MiRAGE! MiRAGE!!
作詞：中村彼方、作曲・編曲：光増ハジメ
  - 作中作『黒白のグィネヴィア』主題歌。
2. ヒカリニ染マル未来
作詞：中村彼方、作曲：高橋諒、編曲：伊藤賢
  - チーム『Moon』テーマ曲。
3. our song（Moon ver.）
4. MiRAGE! MiRAGE!!（Instrumental）
5. ヒカリニ染マル未来（Instrumental）

### Reach For The World!
2020年9月16日に発売された2ndシングル。AiRBLUE Moonによる楽曲2曲とインスト、および各チーム2ndシングルの共通新曲を収録。
AiRBLUE Flower、AiRBLUE Bird、AiRBLUE Windの2ndシングルと同日発売。
収録曲
歌：AiRBLUE Moon
1. Reach For The World!
作詞：真崎エリカ、作曲・編曲：本多友紀（Arte Refact）
  - 作中作『C.Q.』主題歌。
2. Determination-声の架け橋-
作詞：Spirit Garden、作曲・編曲：菊田大介（Elements Garden）
3. CUTE♡CUTE♡CUTE♡（Moon ver.）
4. Reach For The World!（Instrumental）
5. Determination-声の架け橋-（Instrumental）

### Moonソロコレクション vol.1
2022年6月15日発売のTVアニメ「CUE!」Blu-ray第4巻に共通特典として封入。
「Birdソロコレクション vol.2」もきゃにめ特典として前述のBlu-rayに封入。
AiRBLUE MoonのメンバーによるAiRBLUE 2ndシングル、3rdシングル、4thシングルの表題曲と1stアルバムのリード曲のソロバージョンを収録。
収録曲
1. beautiful tomorrow 利恵ソロver.
歌：丸山利恵（立花日菜）
2. beautiful tomorrow 聡里ソロver.
歌：宇津木聡里（小峯愛未）
3. beautiful tomorrow 凛音ソロver.
歌：明神凛音（佐藤舞）
4. beautiful tomorrow 鳴ソロver.
歌：遠見鳴（土屋李央）
5. Colorful 利恵ソロver.
歌：丸山利恵（立花日菜）
6. Colorful 聡里ソロver.
歌：宇津木聡里（小峯愛未）
7. Colorful 凛音ソロver.
歌：明神凛音（佐藤舞）
8. Colorful 鳴ソロver.
歌：遠見鳴（土屋李央）
9. 最高の魔法 利恵ソロver.
歌：丸山利恵（立花日菜）
10. 最高の魔法 聡里ソロver.
歌：宇津木聡里（小峯愛未）
11. 最高の魔法 凛音ソロver.
歌：明神凛音（佐藤舞）
12. 最高の魔法 鳴ソロver.
歌：遠見鳴（土屋李央）
13. ミライキャンバス 利恵ソロver.
歌：丸山利恵（立花日菜）
14. ミライキャンバス 聡里ソロver.
歌：宇津木聡里（小峯愛未）
15. ミライキャンバス 凛音ソロver.
歌：明神凛音（佐藤舞）
16. ミライキャンバス 鳴ソロver.
歌：遠見鳴（土屋李央）

### Moonソロコレクション vol.2
2022年8月17日発売のTVアニメ「CUE!」Blu-ray第6巻にきゃにめ特典として封入。
AiRBLUE MoonのメンバーによるTVアニメ『CUE!』のテーマ曲4曲のソロバージョンを収録。
収録曲
1. スタートライン 利恵ソロver.
歌：丸山利恵（立花日菜）
2. スタートライン 聡里ソロver.
歌：宇津木聡里（小峯愛未）
3. スタートライン 凛音ソロver.
歌：明神凛音（佐藤舞）
4. スタートライン 鳴ソロver.
歌：遠見鳴（土屋李央）
5. はじまりの鐘の音が鳴り響く空 利恵ソロver.
歌：丸山利恵（立花日菜）
6. はじまりの鐘の音が鳴り響く空 聡里ソロver.
歌：宇津木聡里（小峯愛未）
7. はじまりの鐘の音が鳴り響く空 凛音ソロver.
歌：明神凛音（佐藤舞）
8. はじまりの鐘の音が鳴り響く空 鳴ソロver.
歌：遠見鳴（土屋李央）
9. Tomorrow's Diary 利恵ソロver.
歌：丸山利恵（立花日菜）
10. Tomorrow's Diary 聡里ソロver.
歌：宇津木聡里（小峯愛未）
11. Tomorrow's Diary 凛音ソロver.
歌：明神凛音（佐藤舞）
12. Tomorrow's Diary 鳴ソロver.
歌：遠見鳴（土屋李央）
13. ゆめだより 利恵ソロver.
歌：丸山利恵（立花日菜）
14. ゆめだより 聡里ソロver.
歌：宇津木聡里（小峯愛未）
15. ゆめだより 凛音ソロver.
歌：明神凛音（佐藤舞）
16. ゆめだより 鳴ソロver.
歌：遠見鳴（土屋李央）

### ユニットメンバー
1. 1 2 3 4 5 6 7 8 9 10 11 12 13 14 15 16 17 18 19 20 21 22 23 24 25 26 27 28 29 30 31 32 33  六石陽菜（内山悠里菜）、鷹取舞花（稗田寧々）、鹿野志穂（守屋亨香）、月居ほのか（緒方佑奈）、天童悠希（鷹村彩花）、赤川千紗（宮原颯希）、恵庭あいり（飯塚麻結）、九条柚葉（村上まなつ）、夜峰美晴（安齋由香里）、神室絢（松田彩希）、宮路まほろ（山口愛）、日名倉莉子（鶴野有紗）、丸山利恵（立花日菜）、宇津木聡里（小峯愛未）、明神凛音（佐藤舞）、遠見鳴（土屋李央）
2. 1 2 3 4 5 6 7 8 9 10 11 12 13 14 15 16 17 18 19  六石陽菜（内山悠里菜）、鷹取舞花（稗田寧々）、鹿野志穂（守屋亨香）、月居ほのか（緒方佑奈）
3. 1 2 3 4 5 6 7 8 9 10 11 12 13 14 15 16 17 18 19  天童悠希（鷹村彩花）、赤川千紗（宮原颯希）、恵庭あいり（飯塚麻結）、九条柚葉（村上まなつ）
4. 1 2 3 4 5 6 7 8 9 10 11 12 13 14 15 16 17 18 19  夜峰美晴（安齋由香里）、神室絢（松田彩希）、宮路まほろ（山口愛）、日名倉莉子（鶴野有紗）
5. 1 2 3 4 5 6 7 8 9 10 11 12 13 14 15 16 17 18 19  丸山利恵（立花日菜）、宇津木聡里（小峯愛未）、明神凛音（佐藤舞）、遠見鳴（土屋李央）
6. 1 2 3  六石陽菜（内山悠里菜）、鷹取舞花（稗田寧々）、鹿野志穂（守屋亨香）、月居ほのか（緒方佑奈）、天童悠希（鷹村彩花）、赤川千紗（宮原颯希）、恵庭あいり（飯塚麻結）、九条柚葉（村上まなつ）、夜峰美晴（安齋由香里）、神室絢（松田彩希）、宮路まほろ（山口愛）、日名倉莉子（鶴野有紗）、丸山利恵（立花日菜）、宇津木聡里（小峯愛未）、明神凛音（佐藤舞）、遠見鳴（土屋李央）
7. 1 2  六石陽菜（内山悠里菜）、鷹取舞花（稗田寧々）、鹿野志穂（守屋亨香）、月居ほのか（緒方佑奈）
8. 1 2 3  天童悠希（鷹村彩花）、赤川千紗（宮原颯希）、恵庭あいり（飯塚麻結）、九条柚葉（村上まなつ）
9. 1 2  夜峰美晴（安齋由香里）、神室絢（松田彩希）、宮路まほろ（山口愛）、日名倉莉子（鶴野有紗）
10. 1 2  丸山利恵（立花日菜）、宇津木聡里（小峯愛未）、明神凛音（佐藤舞）、遠見鳴（土屋李央）
11. ↑  六石陽菜（内山悠里菜）、天童悠希（鷹村彩花）、夜峰美晴（安齋由香里）、丸山利恵（立花日菜）